# Fred Åberg
Hans Fred Åberg, född 13 oktober 1947 i Malmö, är en svensk skulptör.

## Biografi
Fred Åberg studerade vid Skånska Målarskolan i Malmö 1967-68, vid Konstfackskolan i Stockholm 1968-73 och på Kungliga Konsthögskolan i Stockholm 1973-78. Han debuterade på Limhamns konstförening i Malmö 1976 och har deltagit i ett flertal utställningar i Sverige och utomlands, till exempel Ystads Konstmuseum, Konstnärernas Samarbetsorganisation, Konstfrämjandet och Museum am Dom i Lübeck. Sedan mitten av 1970-talet har han bott och arbetat på Kirseberg i Malmö. Han är känd för sina ofta humoristiska vinklingar i sina verk.
Han har skapat ett tjugotal offentliga skulpturer på ett flertal platser i Sverige. och är även representerad på Eksjö museum och Vetlanda museum.
Han är far till bland andra Hanna Åberg.

## Offentliga verk i urval
- Färden (1979), brons, Minneslunden på Fosie kyrkogård i Malmö
- Fåglar (1981), brons, utanför servicehuset, Järnvägsgatan i Klippan
- Murbräcka (1983), brons, på ytterväggen till Hultsfreds bibliotek
- Meditation (1985), brons, Torget i Oxie centrum i Malmö
- Uppnått mål (1988), brons och rostfritt stål, Roskildevägen 27H i Malmö
- Kretslopp (1990), brons, Minneslunden på Östra Kyrkogården, Sallerupsvägen/Scheelegatan i Malmö
- Teknisk utveckling (1991), brons, Östra Ågatan i Kristianstad[4]
- Fridag (1992), brons, Sörgårdsvägen, Kälvesta i Stockholm
- Böst (1996), brons, Algatan i Trelleborg
- Nu badar vi (2000), brons, badhuset i Trelleborg
- Sittande flicka (2004), brons, Lasarettet i Trelleborg, Holmagården i Svedala samt utanför Eksjö Museum
- Nästan halvvägs (2005), brons, Algatan i Trelleborg
- Ko (2006), brons, Skegrie nya skola i Skegrie
- Nu djävlar (2008), gips, modell till staty över malmöbrottaren Gustaf Freij (1922-73)[5], guldmedaljör i grekisk romersk brottning vid Olympiska Spelen i London 1948
- Lyftet (2008), ABF Malmös huvudkontor, Spånehusvägen i Malmö

## Fotogalleri

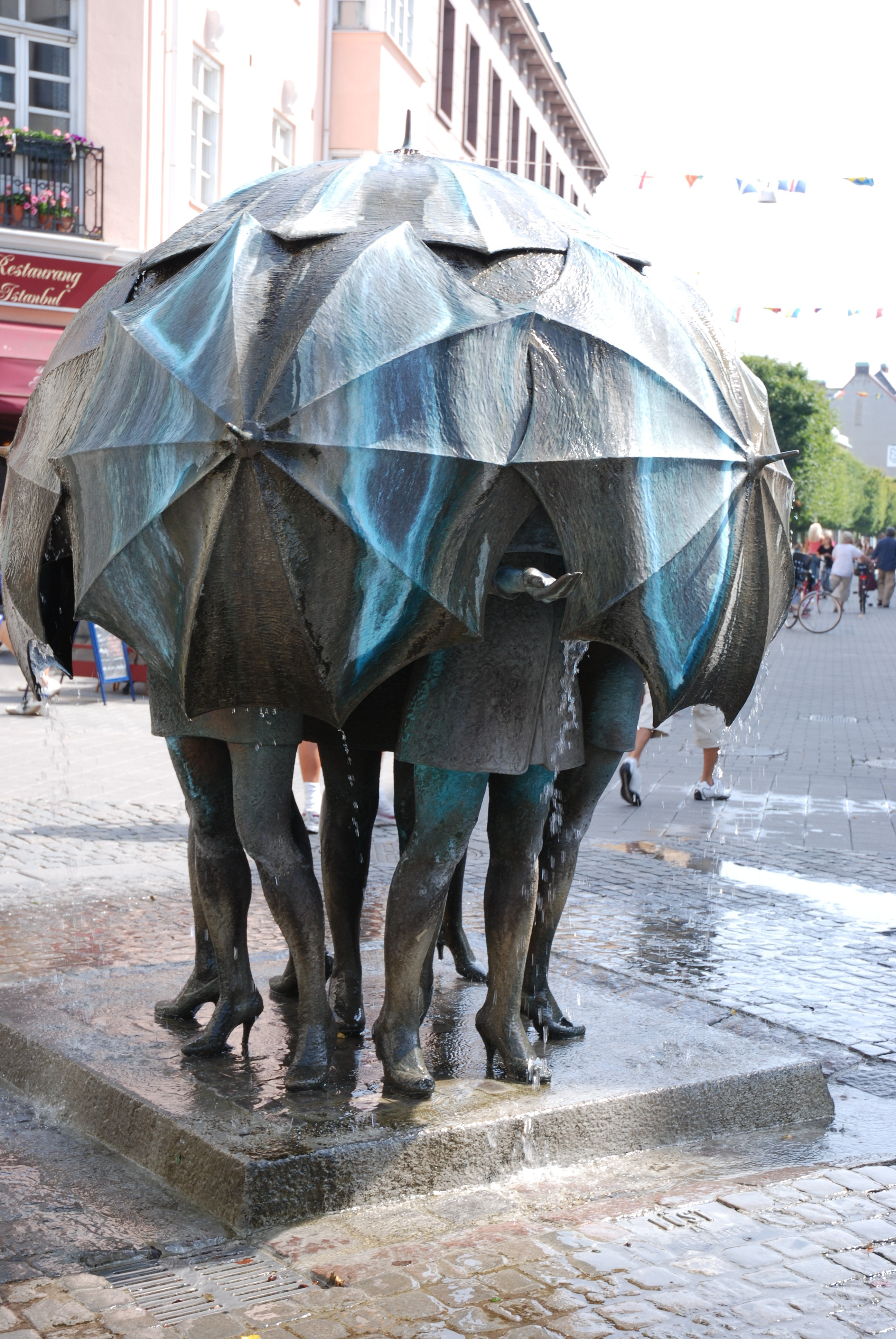
Böst i Trelleborg
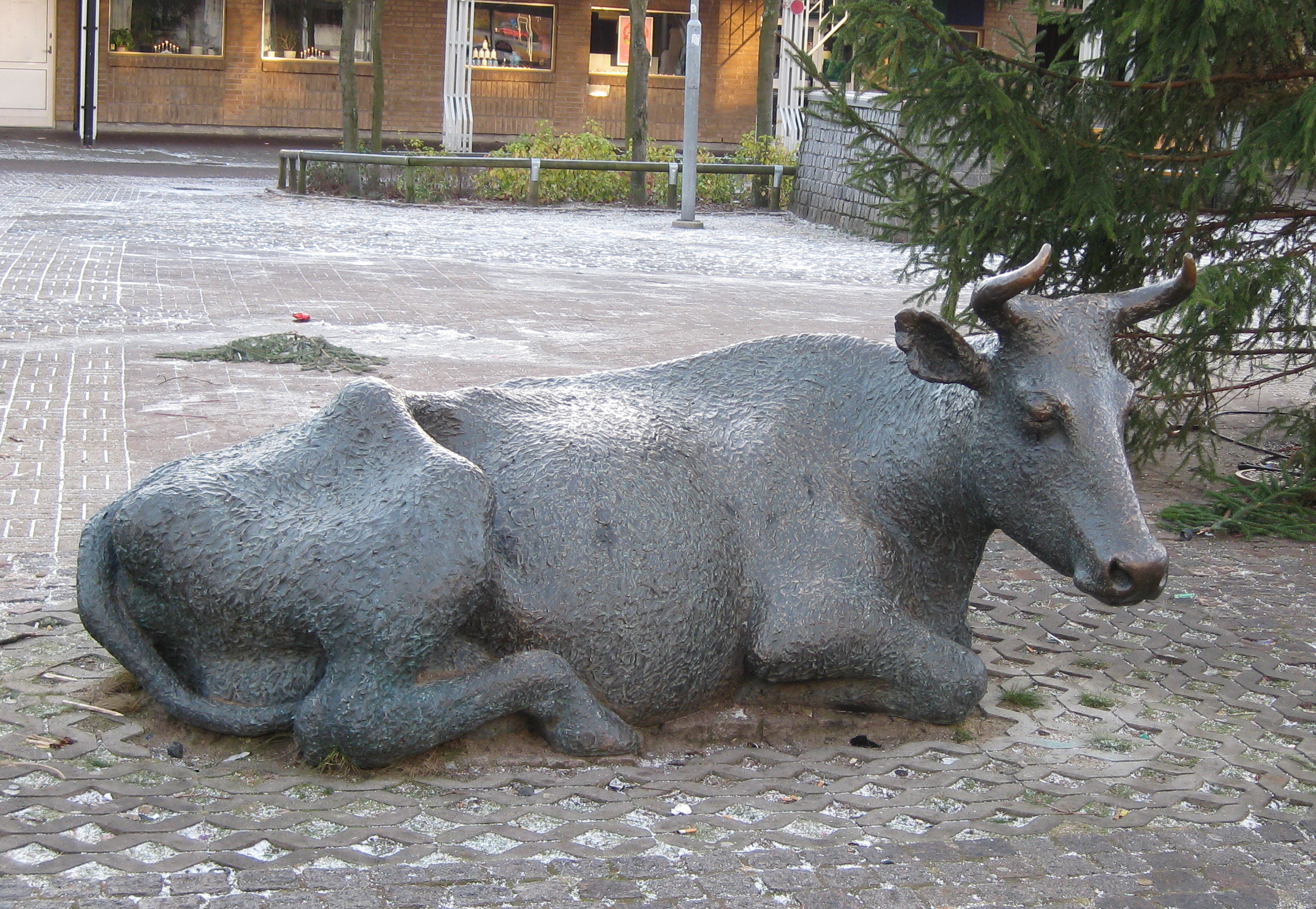
Meditation i Malmö
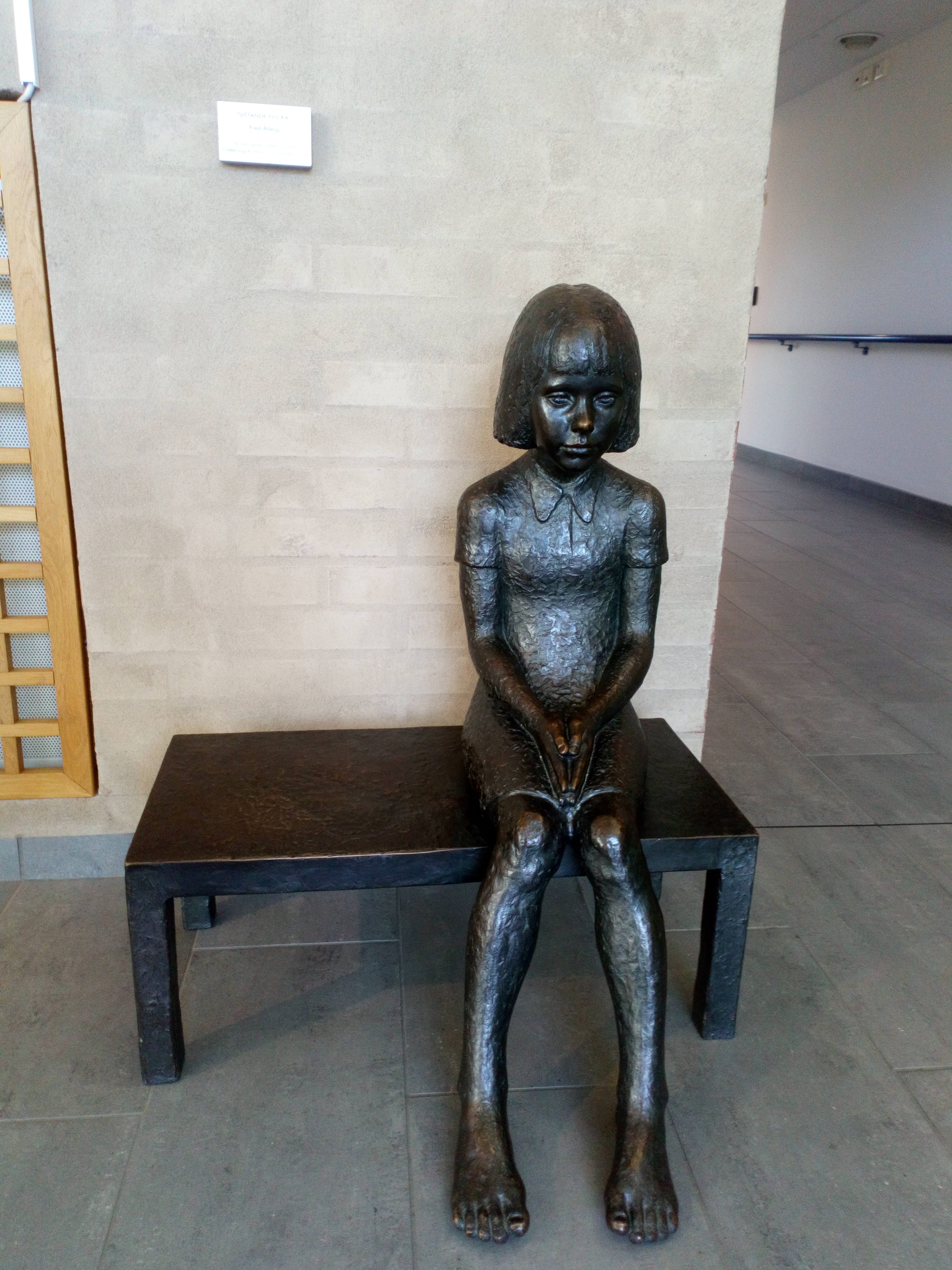
Sittande flicka i Trelleborg
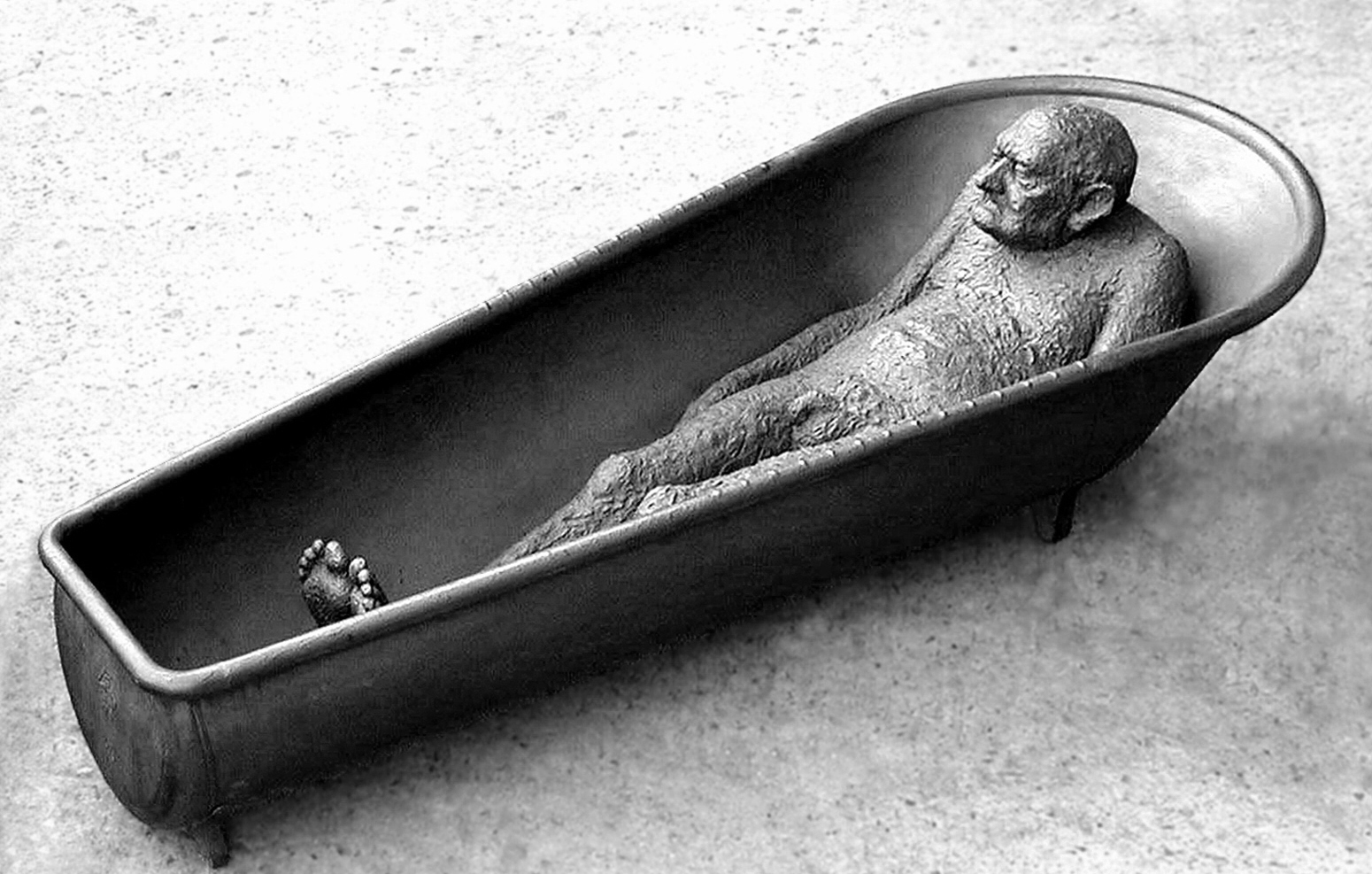
Nu badar vi i Trelleborg
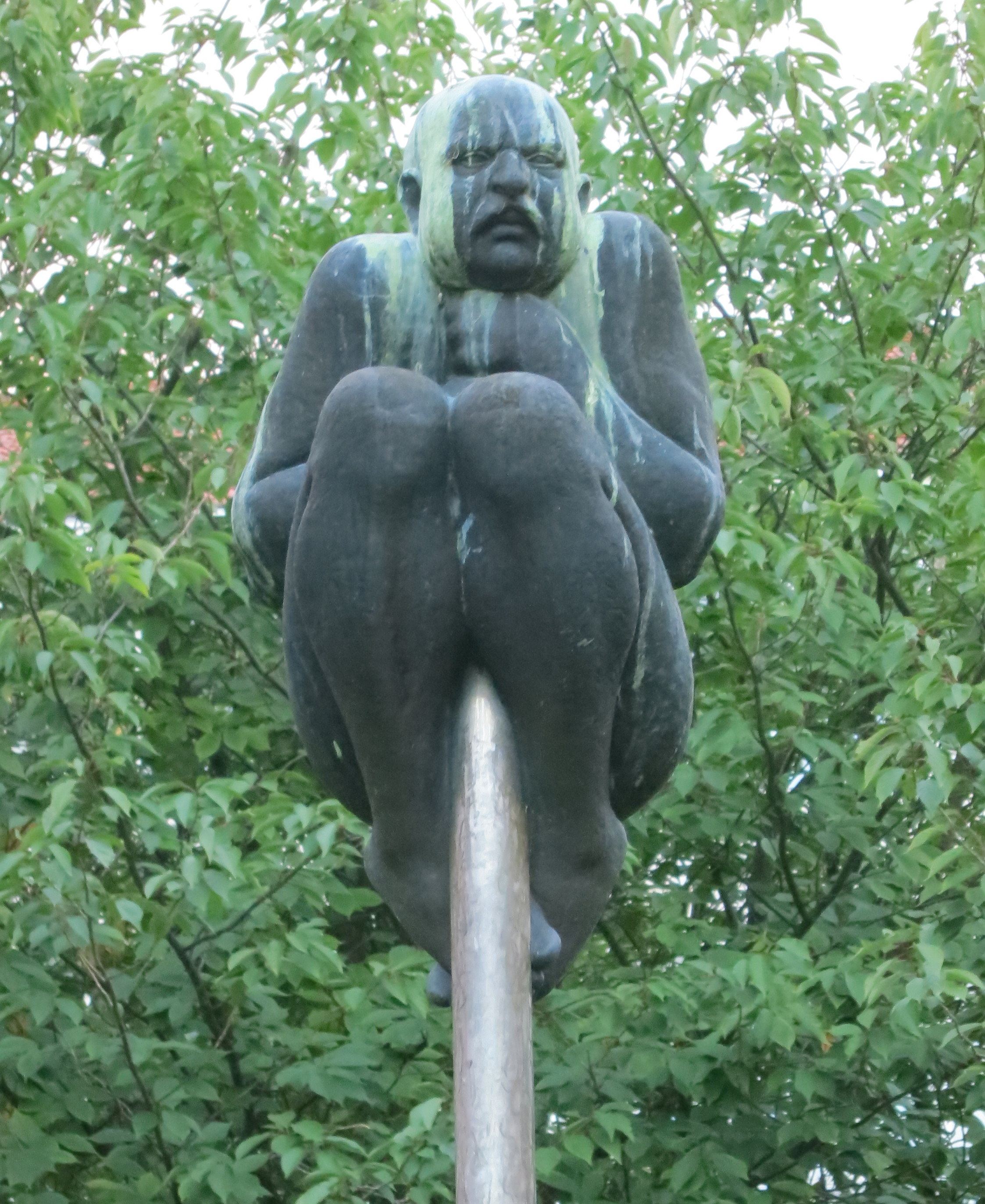
Uppnått mål i Malmö
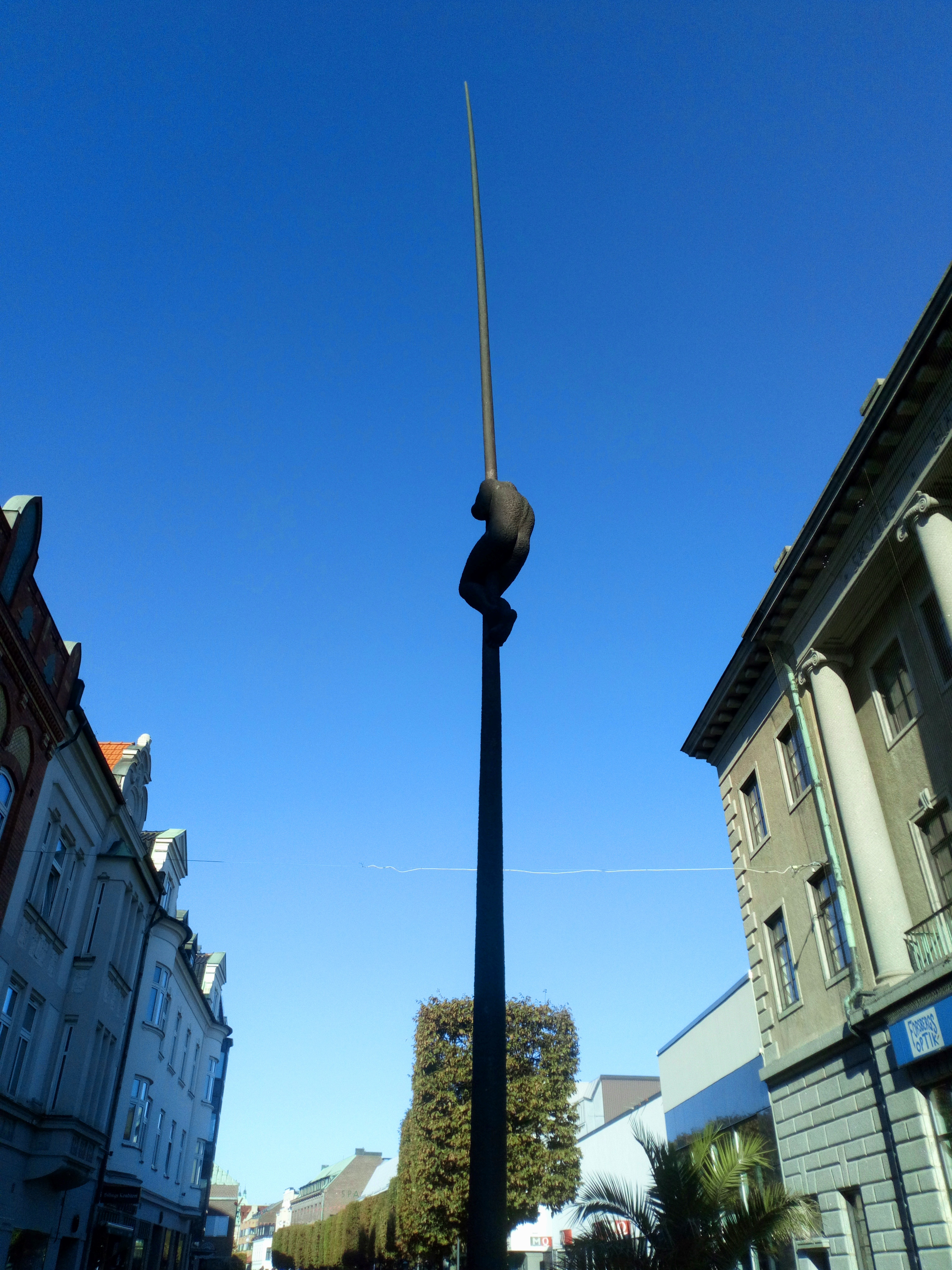
Nästan halvvägs i Trelleborg
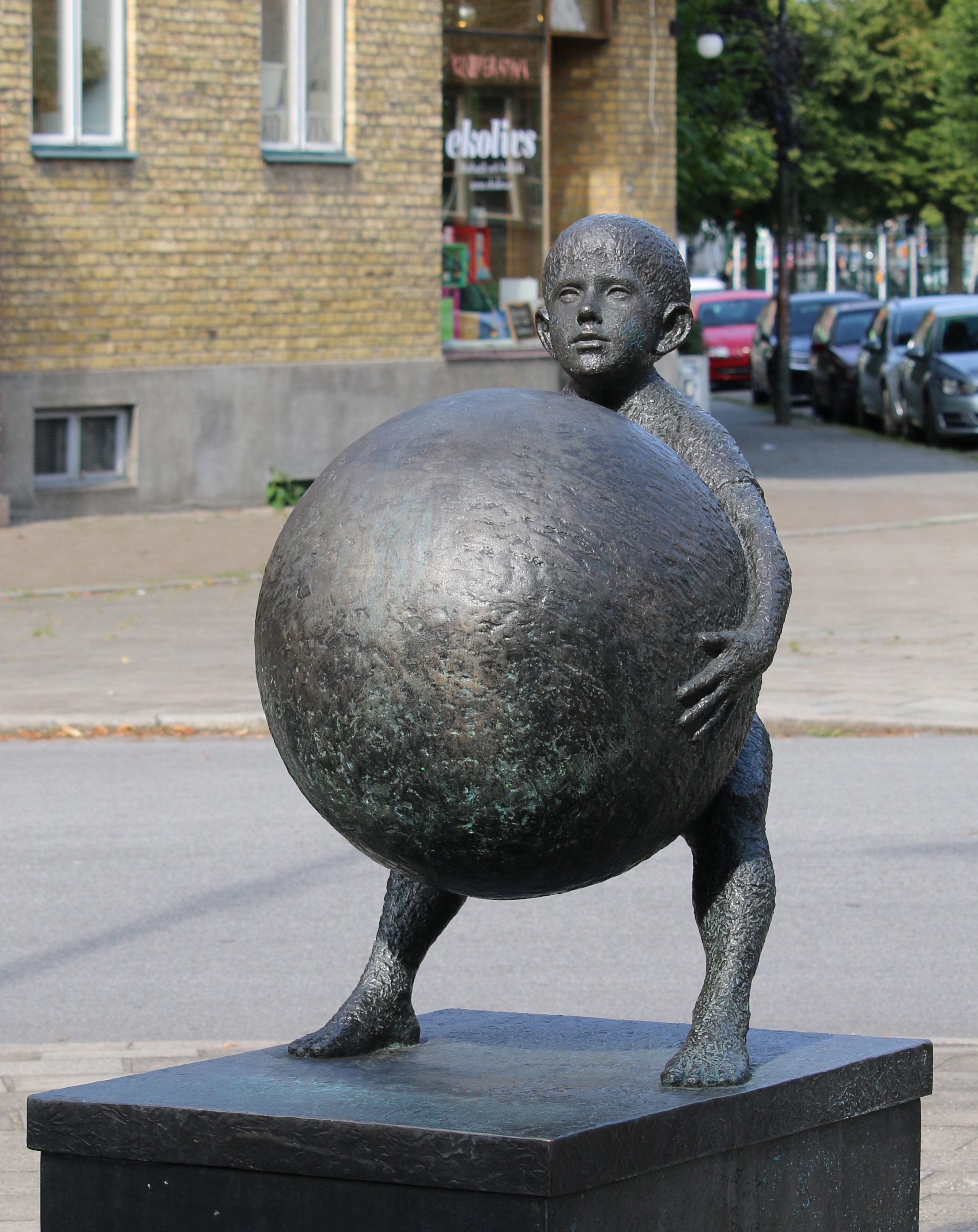
Lyftet i Malmö
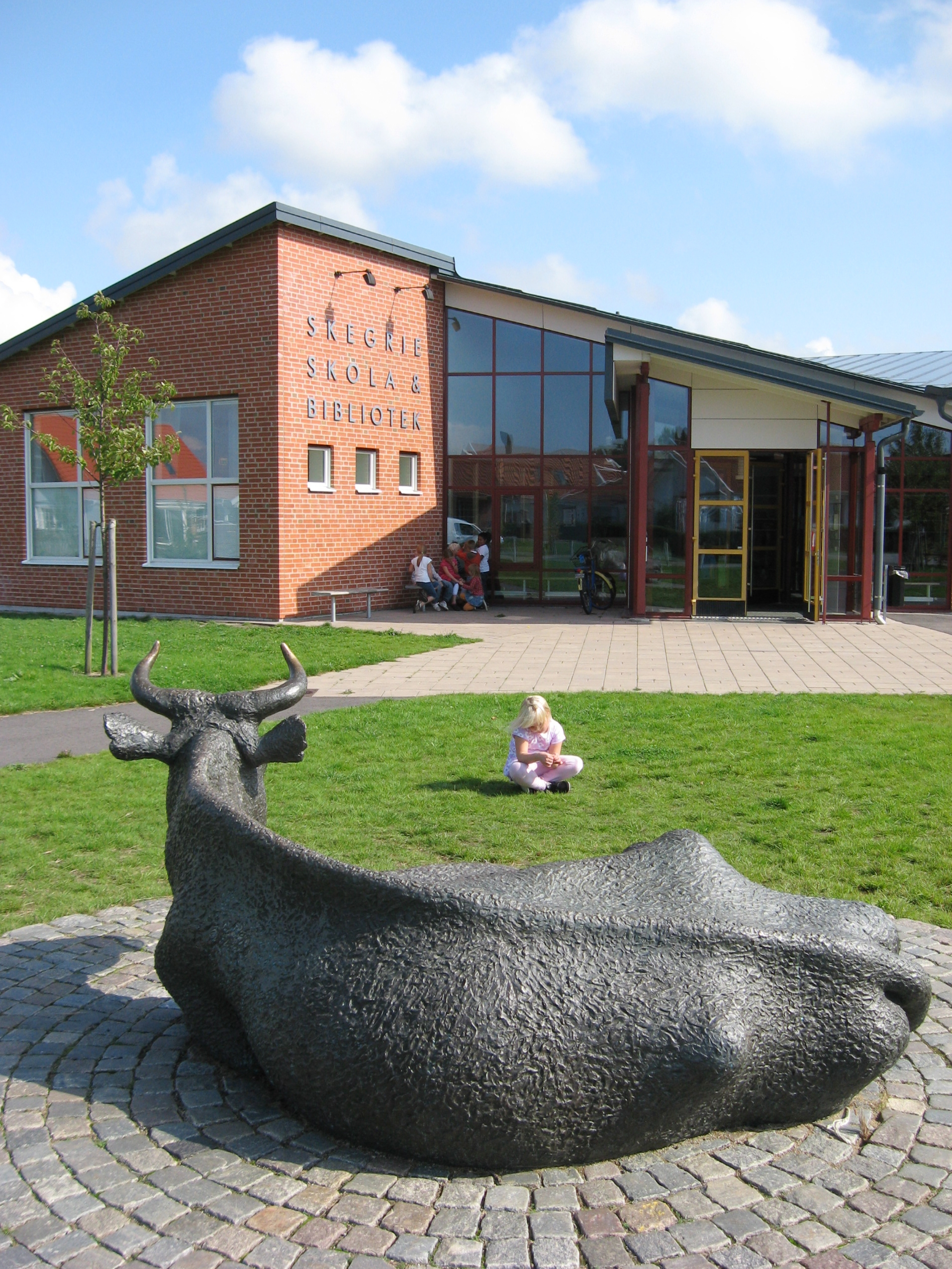
Ko i Skegrie (Trelleborgs kommun)
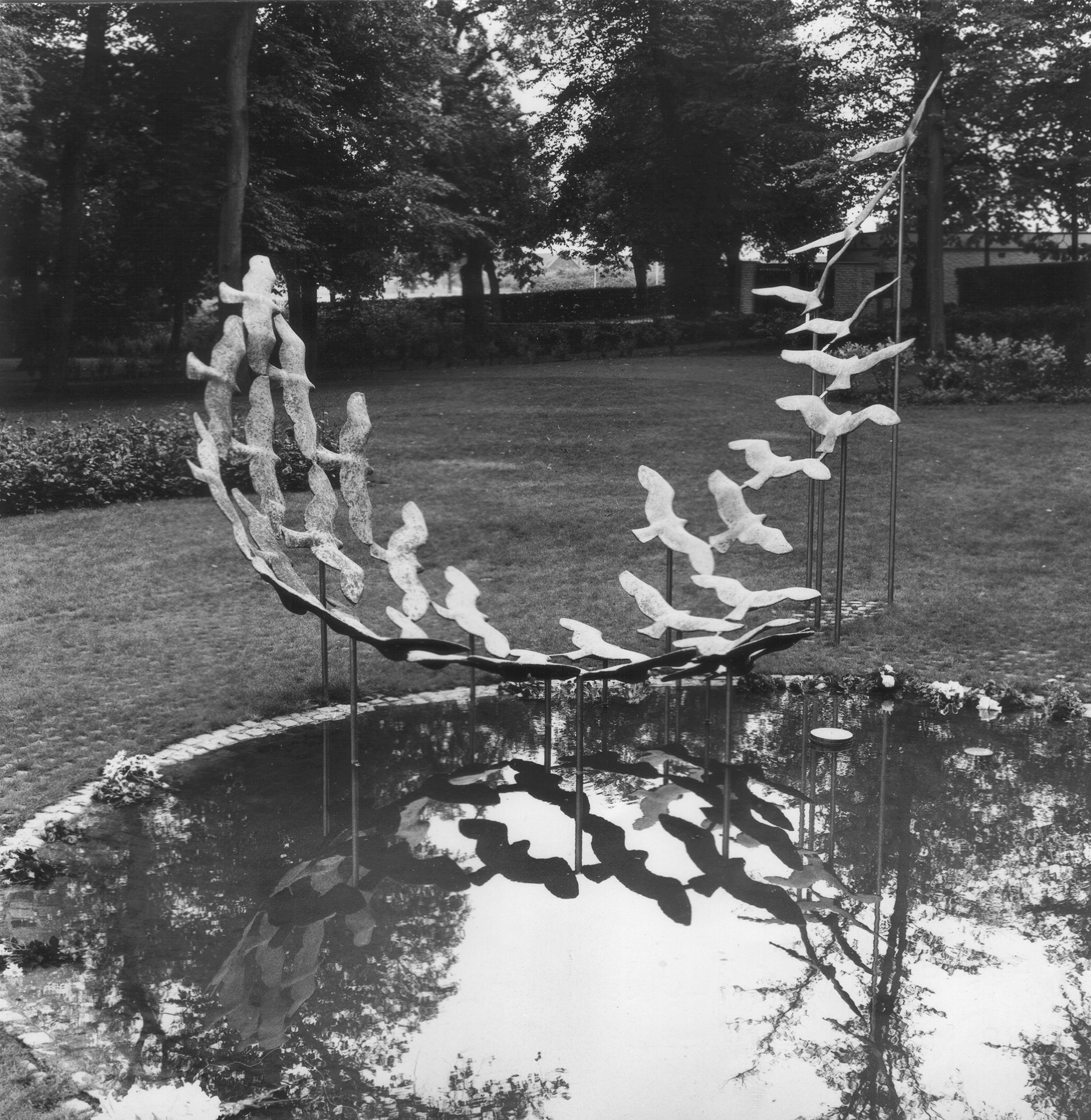
Färden i Malmö